# 廷基爾科湖

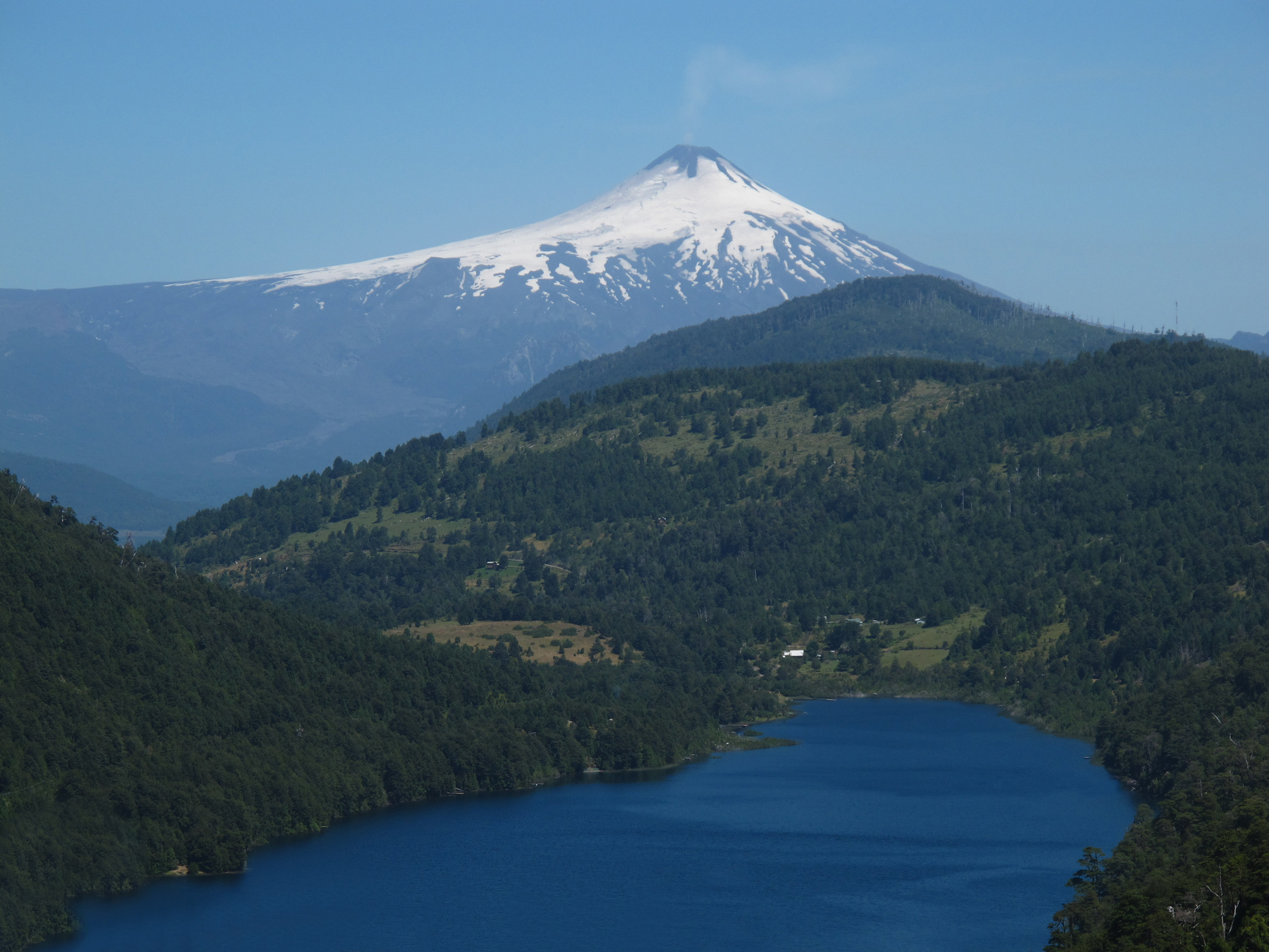

39°09′55″S 71°43′31″W / 39.1652°S 71.7252°W
廷基爾科湖（西班牙語：Lago Tinquilco），是智利的湖泊，位於該國南部阿勞卡尼亞大區，處於韋爾克韋國家公園，面積1.1平方公里，海拔高度700米，湖水經由柳庫拉河的支流所流出。